# Lars Fredrik Rosengren
Lars Fredrik Rosengren, född 16 juni 1861 i Öggestorps socken, Jönköpings län, död 26 september 1946, var en svensk mejerivetenskaplig forskare. 
Rosengren avlade mogenhetsexamen 1882, blev student vid Lunds universitet 1883, filosofie kandidat 1888, filosofie licentiat 1893 och filosofie doktor 1894 på avhandlingen Bidrag till kännedomen om sulfonglycinerna. Han genomgick Alnarps lantbruks- och mejeriinstitut 1894–1895 och blev instruktör vid det senare institutet 1897, lektor i mejerilära och bakteriologi 1906 och professor i mejerilära och mejeriteknik där 1918. Han var föreståndare för Malmöhus läns kvinnliga mejeriskola i Alnarp 1907–1921 och ordinarie ledamot i provningsnämnden för mejerimaskinredskap 1903–1926. 
Som undervisare, ledare av en omfattande försöksverksamhet, från 1908 i samarbete med Statens centralanstalt för jordbruksförsök och från 1900 som bedömare av smör vid smörprovningarna bidrog Rosengren verksamt till den svenska mejeriteknikens utveckling på vetenskaplig grund och gav särskilt mycket viktiga uppslag till bakterierenkulturers användning vid ost- och smörberedningen. 
Rosengren skrev ett större antal praktisk-vetenskapliga uppsatser i "Berättelser öfver svenska smörprofningarna", "Tidskrift för landtmän" och "Landtbruksakademiens handlingar och tidskrift" samt Handbok i mejerihushållning (1907, tillsammans med Nils Engström, i "Landtbrukets bok"). Han invaldes som ledamot av Lantbruksakademien 1909 och av Fysiografiska sällskapet i Lund 1918. Rosengren är begravd på Burlövs gamla kyrkogård.
Han var delaktig i att ta fram cheddarosten åt Kvibille Mejeri när Rosengren var professor vid Alnarps lantbruksinstitut.